# Masasteron bipunctatum
Masasteron bipunctatum är en spindelart som beskrevs av Baehr 2004. Masasteron bipunctatum ingår i släktet Masasteron och familjen Zodariidae.
Artens utbredningsområde är New South Wales. Inga underarter finns listade i Catalogue of Life.